# Hermann Hiller (Heimatforscher)
Hermann Hiller (* 23. Mai 1890 in Bielen; † nach 1941) war ein deutscher Lehrer, Heimatforscher, Ortschronist und Archivpfleger im preußischen Kreis Sangerhausen.

## Leben
Hiller war als Lehrer in Heringen/Helme tätig. 1927 publizierte er die Chronik der Stadt Heringen und betätigte sich auch später wissenschaftlich und literarisch in der Heimatpflege und -forschung als Ortschronist sowie als Genealoge. 1937 wurde er zum Archivpfleger des Kreises Sangerhausen ernannt, wobei sein spezielles Arbeitsgebiet die Stadt Heringen und die umliegenden Gemeinden bildete.
Zum 1. April 1933 trat er der NSDAP bei (Mitgliedsnummer 1.806.173).
Die von ihm 1927 publizierte Ortschronik wurde anlässlich der 666-Jahr-Feier Heringens im Jahre 1993 neu herausgegeben und gilt noch heute als Standardwerk für die Geschichte der Stadt Heringen und der angrenzenden Goldenen Aue. 2005 wurde sein Buch über Heringen erneut als Reprint herausgegeben.
Von 1931 bis 1941 war Hermann Hiller Vorsitzender des Harzklubzweigvereins Heringen/Auleben.

## Werke (Auswahl)
- Geschichte der Stadt Heringen an der Helme. Selbstverlag, Heringen 1927.
- Alphabetisches Verzeichnis der in dem Buche Hermann Hiller, Die Geschichte der Stadt Heringen vorkommenden Familiennamen, o. J.
- Die Neubürger der Stadt Heringen an der Helme von 1588 bis 1669. In: Archiv für Sippenforschung und Alle Verwandten Gebiete, 1928.
- Zum 600jährigen Stadtjubiläum Heringens. In: Kultur und Leben, 1927, S. 278–280.
- Geschichte der Stadt Heringen an der Helme – Limitierte Neuauflage anläßlich der 666-Jahrfeier, 1993.
- Geschichte der Stadt Heringen an der Helme. Reprint-Druck 2005 im Regionale-Verlag, Auleben bei Nordhausen, 456 S.